# Mercuès
Mercuès är en kommun i departementet Lot i regionen Occitanien i södra Frankrike. Kommunen ligger i kantonen Cahors-Nord-Ouest som tillhör arrondissementet Cahors. År 2022 hade Mercuès 1 125 invånare.

## Befolkningsutveckling
Antalet invånare i kommunen Mercuès
| Referens: INSEE |